# فهرست آثار درباره بهرام بیضایی

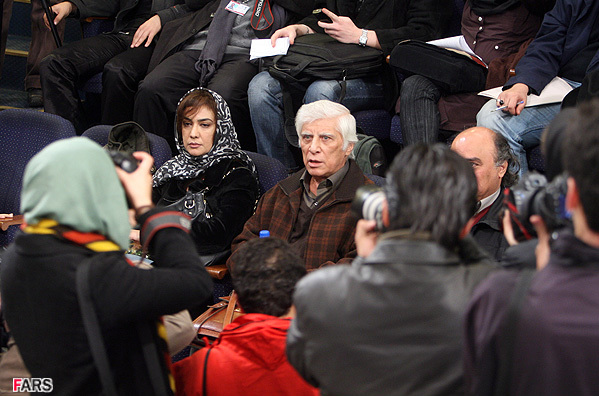
بیضایی با مژده شمسایی و محمّدرضا درویشی در نشستِ خبریِ وقتی همه خوابیم در جشنوارهٔ فیلمِ فجرِ ۱۳۸۷
----
«بهرام بیضایی و آثار گرانمایهٔ او از آن دست موضوعاتی است که در آغاز سخن درباره‌اش نمی‌توان این جمله بسوده و تکراری را به کار برد که «دربارهٔ او بسیار گفته و نوشته‌اند»؛ چراکه واقعیت این است که نه جامعهٔ ایرانی... و نه سیاستگذاران فرهنگی... آنچنان که باید و شاید او را نشناخته‌اند یا نخواسته‌اند که بشناسند!» زهرا حاتمی، ۱۳۹۷ «به نظر من مقوله‌ای به نام بیضایی‌شناسی، بیضایی‌خوانی، خودش یک پژوهش است.» محسن حسینی، ۱۴۰۰

کار و زندگیِ بهرام بیضایی (۱۳۱۷) موضوعِ آثار و تأمّلاتِ بسیاری بوده است. برگزیده‌ای از شناخته‌ترین‌های این‌ها اینجا فهرست می‌شود.
سرآغازِ نگارش دربارهٔ بهرام بیضایی و کارش کمابیش به سرآغازِ کارِ نویسندگیِ خودِ بیضایی برمی‌گردد. بعضی از کسانی که نخستین بار در آغازِ دههٔ ۱۳۴۰ در نوشته به بیضایی و کارش اشاره کردند یا درباره‌اش مقاله نوشتند عبارتند از یحیی ذکاء، ژان-ژاک گوتیه، ایرج افشار، اکبر رادی و جلال آل احمد. (شاید نخستین بار که جایی مکتوب به نامِ بیضایی اشاره شده و منتشر شده باشد مجلّهٔ پُست تهران در خردادِ ۱۳۳۳ باشد. برخی گزارش‌های ساواک را نیز می‌توان از نخستین نوشته‌ها دربارهٔ بیضایی به شمار آورد.) سپس‌تر آوازهٔ بیضایی سبب شد تا موضوعِ نوشته‌ها و نقّاشی‌ها و شعرها و فستیوال‌ها و سخنرانی‌های فراوان شود. دانشگاهیان نیز اغلب در مملکت‌های فارسی‌زبان پژوهش‌های فراوانی دربارهٔ بیضایی نوشتند که گاه به صورتِ کتاب نیز چاپ شده. با این همه، روی هم رفته بیشترِ آنچه دربارهٔ کار و زندگیِ بیضایی در زمانِ زندگیش گفته شده بیش و کم برگرفته از گفته‌های خودش بوده است. خاطراتِ مکتوب و ضبط‌شده نیز از منابعِ شناختِ بیضایی به شمار می‌رود، از راهِ نمونه خاطراتِ زین‌العابدین مؤتمن و عبّاس جوانمرد و عزّت‌الله انتظامی و پرویز ممنون و حمید سمندریان و هما روستا و جمشید لایق و ایرج زهری و داوود رشیدی و مجید دانش‌آراسته و محمّد متوسلانی و ایرج پارسی‌نژاد و آیدین آغداشلو و شیدا قره‌چه‌داغی و عنایت‌الله بخشی و منصور اوجی و اسماعیل نوری علا و لیلی گلستان و کاظم هژیر آزاد و داوود فتحعلی بیگی و علیرضا خمسه و داریوش فرهنگ و همایون کاتوزیان و امیر نادری و سوسن تسلیمی و غزاله علیزاده و بهروز غریب‌پور و اکبر زنجانپور و عبّاس میلانی و پرویز پورحسینی و اسماعیل جمشیدی و زاون قوکاسیان و سیّد محمّد بهشتی شیرازی و فرشیده نسرین و آناهید آباد و بهاره رهنما. و همچنین است دانشنامه‌ها و تواریخِ نمایشِ نوین و سینما و ادبیات در ایران، از Histoire du cinéma iranien 1900-1999 محمّد حقیقت و فردریک سابورو تا نمایش‌های ایرانی کارِ صادق عاشورپور و تاریخ سینمای ایران کارِ جمال امید و A History of Persian Literature زیرِ نظرِ احسان یارشاطر.
هنگامِ سرآغازِ قرنِ پانزدهمِ هجریِ خورشیدی بیضایی از نامدارترین پارسی‌گویان بوده و «هر گفتارش تفسیر می‌شود».

## کتاب

### به تفکیکِ کار

#### دربارهٔ کتاب‌ها
مترسکها در شب و عروسکها
آرش
پهلوان اکبر می‌میرد
نمایش در ژاپن
نمایش در ایران
دیوان بلخ
نمایش در چین
عیّار تنها
اِشغال
روز واقعه
فتحنامه‌ی کلات
دیباچه‌ی نوین شاهنامه
پرده‌ی نئی
فیلم در فیلم
سیاوش‌خوانی
هیچکاک در قاب
چشم‌انداز
مقصد
افرا، یا روز می‌گذرد
ایستگاه سلجوق
شبِ هزارویکُم
ریشه‌یابیِ درخت کهن
هِزاراَفسان کجاست؟
چهارراه
ماهی

#### دربارهٔ فیلم‌ها

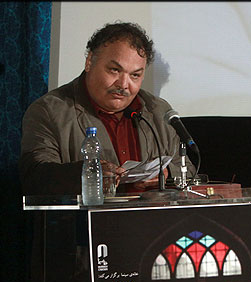
زاون قوکاسیان (۱۳۹۳−۱۳۲۹)
----
قوکاسیان از پرکارترین بیضایی‌شناسانِ هم‌روزگارِ بیضایی بود. او پنج کتابِ مشترکِ عمدتاً سینمایی با بیضایی منتشر کرد. بیضایی در سوگِ مرگش دو شعر سرود.

- رگبار

- سفر

- غریبه و مه

- کلاغ

- چریکه‌ی تارا

- مرگ یزدگرد

- باشو، غریبه‌ی کوچک

- شاید وقتی دیگر

- مسافران

- گفتگو با باد

- سگ‌کُشی

- وقتی همه خوابیم

#### دربارهٔ سخنرانی‌ها
- «در موقعیت تئاتر و سینما»

### عمومی

#### دفتر
- پویا، پروین. دستور بیضائی.
- نظرزاده، رسول. تن‌پوشی از آینه: ساختمایه‌ی نمایش‌های ایرانی در آثار بهرام بیضایی (۱۳۸۴)
- جعفری‌نژاد، شهرام (۱۳۷۹). بهرام بیضائی. تهران: نشر قصه. شابک ۹۶۴-۵۷۷۶-۰۷-۴.
- لاهیجی، شهلا. سیمای زن در آثار بهرام بیضایی. تهران: انتشارات روشنگران.
- زارع، نیلوفر (۱۳۹۷). رند حافظ، رند بیضایی: رندگونگی در نمایشنامه‌های بهرام بیضایی. تهران: آیندگان. شابک ۹۷۸-۶۰۰-۳۹۸-۰۶۴-۸.
- عبدی، محمد. غریبهٔ بزرگ: زندگی و سینمای بهرام بیضائی. تهران: نشر ثالث.
- یاری، منوچهر. ح‍م‍اس‍ه‌س‍رای‌ پ‍اک‌ب‍اخ‍ت‍گ‍ان‌: ت‍ح‍ل‍ی‍ل‌ و ت‍ف‍س‍ی‍ر آث‍ار ن‍م‍ای‍ش‍ی‌−س‍ی‍ن‍م‍ای‍ی‌ ب‍ه‍رام‌ ب‍ی‍ض‍ای‍ی. کاراکتر zero width joiner character در |عنوان= در موقعیت 2 (کمک)

یادنامه
- قوکاسیان، زاون (گردآورنده). مجموعهٔ مقالات در نقد و معرفی آثار بهرام بیضایی.
- تواضعی، جابر (گردآورنده). سر زدن به خانه‌ی پدری.

نویسندگانِ کم‌شناخته‌ای چون سهیلا نجم و مصطفی زمانی‌نیا و ایرج افشاری اصل و آذر مهرابی و رضا ترنیان و محمّد عارف و شمیم شهلا و مریم افشار و الهام باقری و فرشید قلی‌پور و محمود صباحی و سعید رضوی و حسن امیرخانی و آزاده سعیدی مقدم و فاطمه شفیع خانی و منیر کی‌احمدی و سارا آصفی و مونا عماد و دیگرانی نیز کتاب‌هایی دربارهٔ بیضایی منتشر کرده‌اند. منصور خلج و محسن شهرنازدار و سروش طاهری اول و صمد رستمی و محمّد بقایی و حسین فرّخی و فریده شیر ژیان و ندا خوینی و ولی‌اله نصری و محمّدسجّاد نجفی حمیرا علیزاده هم از نویسندگانی هستند که در بخش‌هایی از کتاب‌هاشان به بیضایی و کارش پرداخته‌اند.

#### مقاله
- آل احمد، جلال (خرداد و تیر ۱۳۴۵). «کارنامهٔ دوماهه − ۲». انتقاد کتاب (۷): ۱۴−۲۱.
- آغداشلو، آیدین. «با بغضی در گلو» در کتاب سال‌های آتش و برف.
- امجد، حمید. «بیضاییِ معاصر».
- بهبهانی، سیمین (بهار ۱۳۸۷). «بیضایی در التقای نور و کلام». سینما و ادبیات (۱۶): ۷۳.
- پارسی‌نژاد، ایرج (خرداد و شهریور ۱۳۹۱). «چنین کنند بزرگان». بخارا (۸۷-۸۸): ۶۷۵-۶۸۰.
- پرتوی، نصرت. «زن، شعر همیشهٔ آثار بیضایی».
- پرهام، باقر. «کودک، زن، غریبه». ایران‌نامه.
- دانش‌یار، عدنان (دی ۱۳۹۵). «عیّار تنها». کتاب هفته خبر (۱۳۴): ۲-۸.
- دولت‌آبادی، محمود. «بهرام بیضایی» در کتابِ میم و آنِ دیگران.
- دهباشی، علی. «بهرام بیضایی و تئاتر ملی».
- رادی، اکبر (۱۳۴۲). «دربارهٔ مترسکها در شب و عروسکها: دو نمایشنامه از بهرام بیضایی». آرش (۶): ۱۲۴–۱۱۸. و نیز در کتاب دستی از دور.
- رادی، اکبر (۵ دی ۱۳۸۶). «تو آن درخت روشنی». اعتماد (۱۵۷۵): ۲۰. (سالِ ۱۳۹۵ با عنوانِ «برای زادروز بهرام بیضایی» در نامه‌های اکبر رادی آمد.)
- رایانی مخصوص، م. (شهریور ۱۳۷۵). «سیمای دراماتیک زن در آثار ادبی-نمایشی بهرام بیضایی». سینما تئاتر (۱۵): ۶۱-۶۸.
- رحمانیان، محمّد. «بهرام بیضایی؛ نمایشنامه‌نویس».
- شمسایی، مژده. «بیضایی از نزدیک‌ترین فاصله».
- فتوحی، مهدی (فروردین ۱۳۹۴). «سینمای بیضایی، و معماری فراموش‌شده‌ی ایرانی». آزما (۱۰۹): ۲۲−۲۵.
- فرخی، حسین (آذر ۱۳۷۴). «نمایشنامه‌نویسی در ایران از آغاز تا کنون، قسمت هفتم: بهرام بیضایی». سینما تئاتر (۸): ۹۲-۹۶.
- کیانیان، رضا. «بازی برای بیضایی» در کتاب بازیگری.
- گنجی، حسین (مرداد ۱۴۰۰). «قلمدار عرصهٔ فرهنگ». مدیریت ارتباطات (۱۳۵): ۲۹-۳۳. (چاپِ دیگر در کتابِ نام‌ها از کجا می‌آیند؟ برندسازی شخصی؛ راه بلندمدت دوست‌داشتنی، ۱۴۰۳)
- نجیب، ابوالفضل. «بهرام بیضایی، ادبیات مدرن و سرگشتگی تاریخی زن»[۶۳]
- نظرزاده، رسول (اردیبهشت ۱۳۸۱). «نشا در زمین بایر». فیلم (۲۸۵): ۱۴-۱۹.

- Mottahedeh, Negar (2000). "Bahram Bayzai's Maybe . . . Some Other Time: The un-Present-able Iran". Camera Obscura. 15 (1 (43)): 163–191.
- Stümpel-Hatami, Isabel. "Sindbads Achte Reise: Geschichte und Gegenwart im Werk Bahram Beizai's am Beispiel eines frühen Dramas" in Gesellschaftlicher Umbruch und Historie im Zeitgenossischen Drama der Islamischen Welt
- Yarshater, Ehsan. "The Modern Literary Idiom." Critical Perspectives on Modern Persian Literature. Edited and Compiled by Thomas M. Ricks. Washington, D. C: Three Continents Press. 1984.

همچنین مقالات فراوانی اغلب بی امضا در روزنامهٔ کیهان دربارهٔ بیضایی چاپ شده است. روزنامهٔ کیهان و روزنامهٔ شرق از نشریّاتی هستند که در دوران متأخّر کار بیضایی فراوان به وی پرداخته‌اند، یا بیضایی را بهانهٔ مشاجرهٔ قلمی با همدیگر کرده‌اند.

#### ویژه‌نامه
- فیلم و سینما، شمارهٔ ۲
- سیمیا، شمارهٔ ۲
- آزما، شمارهٔ ۱۰۹
- دفترهای تآتر، شمارهٔ ۱۵
- کاج، شمارهٔ ۲ و ۳
- فرهنگ امروز، شمارهٔ ۲۶
- چلچراغ، شمارهٔ ۷۷۹

- Iranian Studies, Vol 46, No. 5

#### رساله
- سعیدی امجد، حمید. بررسی مبادی تجدّد و درام ایرانی همراه با طرح خوانشی از آثار بهرام بیضایی.

- Talajooy, Saeed Reza. Mythologizing the Transition: A Comparative Study of Bahram Beyzaee and Wole Soyinka.
- Vatanabadi, Shouleh. Gholam Hossein Sa'edi & Bahram Beyzai: Censorship in Iranian Drama in the 1960's and 1970's.

#### ادبِ جمیل
پنجِ دِی نزدیک است؛
کودکِ دِی‌ماهی
در سراچه‌یْ ظلمتِ صد قرنِ گمگشته‌یْ جهان
زیرِ لرزان دستِ بیداران زنانِ کهنه‌سال
– «ای اَناهیتا بر این زن سهل گیر!» –
در حضیضِ پوستینش گرم و تَر
تنگ خفته‌ست این زمان؛
واندر نهان
چنگِ مرگِ آن شمالی بادِ گرگ‌انگیزِ قحبه‌ی جان‌ستان
او شنیدار است لیک . . .
لیک آوازی به سر دارد گران!

محمود شیرزاد، ۳ دیِ ۱۳۹۱، برای زادروزِ بهرام بیضایی
- م. آزاد. «عصر». (زمستانِ ۱۳۴۱)
- م. آزاد. «مباحثات». (پاییزِ ۱۳۴۲)
- طالبی‌نژاد، احمد (فروردین ۱۳۸۶). «ذکر بر دار کردن حسنک وزیر به روایت بهرام بیضایی». فیلم (۳۶۰): ۱۱۰-۱۱۲.
- اسماعیلی، بشیر. «تذکره شیخنا و استادنا بهرام بیضایی» در ضمیمه طنز روزنامهٔ قانون.
- گودرزی، شکرخدا. «استوار بر پیمان خویش».

## نمایش
- مساوات، محمّد. بیضایی. (۱۳۹۴، چاپِ ۱۳۹۸)

## فیلم
- یک فیلم در وست‌دویچر روندفونک[۶۵]
- مسافران در راه
- پرونده‌ی کوتاهِ سگ‌کُشی
- ریشه‌ها
- Cinema of Fire (۲۰۰۲ میلادی)
- زنانِ هزاراَفسان . . . (۱۳۹۲) در یوتیوب
- چریکه‌ی بهرام یا ایمان به قدرت تصویر
- Bahram Beyzaie: A Mosaic of Metaphors (۲۰۱۹)[۶۶][۶۷]
- عیّار تنها (۲۰۲۰ میلادی)[۶۸][۶۹]
- اعتراضِ بهرام بیضائی (۱۳۹۹؛ فیلم در یوتیوب)
- سفری به دنبال هویت (۲۰۲۱ میلادی)

## عکس

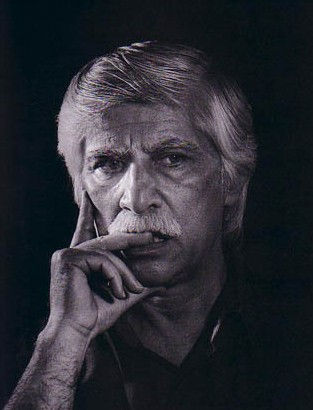
پرترهٔ بیضایی، کارِ فخرالدّین فخرالدّینی (۱۳۸۱)

- پرتره، فخرالدّین فخرالدّینی (۱۳۸۱)
- پرتره، مریم زندی (در کتابِ چهره‌ها)
- پرتره، مهرداد اسکویی (در کتابِ یاد و نگاه و کتابِ پنجاه‌وپنج)
- پرتره، علیقلی ضیایی (در شمارهٔ ۱۲۱ بخارا)
- پرتره، حمیدرضا فرامرزی (در کتاب‌های هنرمندان در قاب سیاه و سفید و در کنار برترین هنرمندان معاصر و سایه‌های سپید (۱))
- چند عکس در جزیرهٔ کیش، ناصر تقوایی
- پرتره، پرویز جاهد[۷۰]
- دو پرتره از مهرداد دفتری (در کتابِ چشمِ درون)

نیز نمایشگاه‌ها و کتاب‌هایی از عکس‌های پشت صحنهٔ کارهای بیضایی برگزار و منتشر شده است − از جمله نمایشگاهی از عکس‌های عزیز ساعتی و کتابی از عکس‌های جمشید بایرامی.

## گفتگو
- «جایگاه بیضایی در سینمای ما» در بهاری، مسعود. مرد آرام پرده نقره‌ای: مجموعه مقالات و نقدهای سینمایی (۱۳۹۷). تهران: انتشارات افراز. به کوششِ احمدرضا بشیری. (گفتگوی روبرت صافاریان و امیر پوریا و رضا درستکار و مسعود بهاری)
- امجد، حمید؛ عقیقی، سعید؛ − (دی ۱۳۹۰). «از تاریخ و اسطوره خلاصی نداریم». تجربه (۷): ۱۰۷–۱۱۲.
- «شناخت بیضایی برای جهان دشوار است». گفتگوی مجلّهٔ آزما با امید روحانی
- «زبان بیضایی، شعر است». گفتگوی مجلّهٔ آزما با عبّاس جوانمرد
- گفتگوی امیر پوریا و افشین هاشمی در بیست‌ویکمین برنامهٔ آپاراتچی (فیلم در یوتیوب)
- مجموعهٔ پادکستِ ابدیت و یک روز به مناسبتِ هشتادسالگیِ بیضایی

## آثارِ تجسّمی
یگانه شمایلِ بیضایی در معابرِ عمومی تا سالِ ۱۴۰۰ تصویرِ ابلقِ نیمرخی در بالای شابلونِ چهرهٔ هنرمندانِ نمایش در ایستگاهِ متروی تئاترِ شهرِ تهران بوده است.
- محصّص، اردشیر. طرحِ چهرهٔ بهرام بیضایی.

کاریکاتورهای فراوانی نیز از بیضایی کشیده شده که اغلب در مجلّات سینمایی منتشر شده، از جمله از مانا نیستانی.

## فستیوال‌ها
فستیوال‌ها و جایزه‌هایی به نام بیضایی برگزار شده است، که از آن میان می‌توان جشنوارهٔ ارغنون به سال ۱۳۹۵ و جشنواره ملّی تئاتر بهرام بیضایی و مجموعه سخنرانی‌های دانشگاهِ سنت اندروز (۲۰۱۷) به افتخار بیضایی را نام برد.
به مناسبتِ ده سال مربّی‌گریِ بیضایی در دانشگاهِ استنفورد برنامهٔ ایران‌شناسیِ این دانشگاه کنفرانسی در ژوئیهٔ ۲۰۲۱ میلادی برگزار کرد.

### توضیحات
1. ↑  یک نمونه از بسیار: نوروزی، تورج (تابستان ۱۳۷۴). «انگاره‌های فرهنگ بومی در سینمای ایران: نگرشی به کاربرد آیین و اسطوره در فیلمهای بهرام بیضائی». مجله ایران‌شناسی (۲۶): ۳۸۲-۳۹۷.
2. ↑  فیلمِ گفتارِ امیر نادری در جشنِ ده‌سالگیِ حضورِ بیضایی در استنفورد، ۱۴۰۰ در یوتیوب

### ارجاعات
1. ↑  حاتمی، زهرا (تابستان و پاییز ۱۳۹۷). «مردم ایران در آثار بهرام بیضایی». مردم‌نامه (۸ و ۹): ۸۲−۸۶.
2. ↑  حسینی، محسن؛ نوری، سارا (تابستان ۱۴۰۰). «طی این سال‌ها در تئاتر برون‌مرزی هیچ اتفاقی نیفتاده است». نمایش‌شناخت (۱۲): ۱۱۶-۱۲۹.
3. ↑  مؤتمن، زین‌العابدین؛ دهباشی، علی؛ درودیان، ولی‌الله (مهر ۱۳۸۳). «دیداری دوستانه با استاد زین‌العابدین مؤتمن و گفتگویی دوستانه‌تر». بخارا (۳۸): ۲۴-۶۳.
4. ↑  دیدار با خویش (۱۳۹۶)
5. ↑  ممنون، پرویز؛ علی‌نژاد، سیروس (فروردین و اردیبهشت ۱۳۹۱). «غایت بازیگری، هنر بازی نکردن». بخارا (۸۶): ۳۱۹-۳۲۷.
6. ↑  زندگی با تئاتر (۱۴۰۱)
7. ↑  این صحنه خانه‌ی من است (۱۳۸۸)
8. ↑  حمیدِ هما (۱۴۰۰)
9. ↑  میراث صحنه: زندگی تئاتری جمشید لایق
10. ↑  یادها و بودها (۱۳۷۸)
11. ↑  رشیدی، داوود؛ نصیری، آرش (شهریور ۱۳۹۰). «از گودو تا آقای اشمیت». تجربه (۴ (پیاپی ۷۹)): ۶۰–۶۳.
12. ↑  نوشتن . . . و دیگر هیچ (۱۴۰۳)
13. ↑  متوسلانی، محمد؛ پورصباغ، علیرضا (۲۱ دی ۱۳۸۸). «محمد متوسلانی: تکرار را دوست ندارم». ضمیمه اطّلاعات (۲۴۶۶۱): ۲.
14. ↑  یادها و دیدارها (۱۴۰۰)
15. ↑  روایت زندگی: گفتگو با بیست استاد بزرگ معاصر (۱۳۹۶)
16. ↑  اوجی، منصور. مجاهد نقی، عبدالرحمن. منصور اوجی. تهران: ابتکار نو. ۱۳۹۵.
17. ↑  جمعه‌گردی‌های اسماعیل نوری علا (۱۴۰۴)
18. ↑  گلستان، لیلی. فیروزبخش، امید. لیلی گلستان. تهران: نشر ثالث
19. ↑  در محضر استاد (۱۴۰۰)
20. ↑  تقلیدچی عاشقانه‌ها(۱۴۰۳)
21. ↑  مأموریت آقای شادی (۱۴۰۰) و دربارهٔ سینما با علیرضا خمسه (۱۴۰۴)
22. ↑  کافه آپارات، ۱۰۸
23. ↑  کاتوزیان، همایون (خرداد و تیر ۱۳۹۸). «خاطراتی از خلیل ملکی و جلال آل احمد». بخارا (۱۳۱): ۱۰۵-۱۱۳.
24. ↑  سوسن تسلیمی در گفت‌وگویی بلند با محمد عبدی
25. ↑  بهروز غریب‌پور (۱۳۹۸)
26. ↑  زنجانپور، اکبر؛ یزدانپرست، محمدرضا (۳۰ فروردین ۱۴۰۴). «ابتذال ملیت خاصی نمی‌شناسد». شرق (۵۰۸۸): ۶−۷.
27. ↑  سی چهره (جلدِ دوّم، ۱۴۰۲)
28. ↑  جمشیدی، اسماعیل (خرداد و تیر ۱۳۹۰). «ایرج انجمن کتاب تک بود». بخارا (۸۱): ۶۷۷-۶۸۶.
29. ↑  قوکاسیان، زاون (مرداد ۱۳۷۷). «دوست دارم هزار بار بنویسم «لرتا»». بخارا (۱): ۳۱۲-۳۱۶.
30. ↑  گفتگوهای سینمایی
31. ↑  نسرین، فرشیده (اسفند ۱۴۰۰). «جادوی نمایش ایرانی: تجربه اجرای تعزیه زنانه». سرمشق (۵۶): ۷۷-۷۹.
32. ↑  زیور عالم، احسان (دی ۱۴۰۱). «درام‌نویس علیهِ خشونت». تجربه (۱۵ (پیاپی ۱۶۵)): ۱۰۲−۱۰۳.
33. ↑  نجیب، ابوالفضل (۵ اسفند ۱۳۹۹). «رشگ‌برانگیز و محبوب تیره‌های گونه‌گون». اعتماد (۴۸۷۳): ۸.
34. ↑  دانشنامه‌ی آثار بهرام بیضایی
35. ↑  بیضایی از نگاهی دیگر
36. ↑  در شبیخون نشابور
37. ↑  زبان آرکائیک در نمایشنامه‌های بهرام بیضایی (۱۳۹۶)
38. ↑  قدرت نوستالژی
39. ↑  زبان، هویت و قدرت
40. ↑  نمادها و نشانه‌ها در ادبیات نمایشی (۱۴۰۳)
41. ↑  مفهوم تعزیه از نگاه بهرام بیضایی (۱۳۹۹)
42. ↑  تحلیلی بر بازتاب اسطوره در سینمای بهرام بیضایی (۱۳۹۴)
43. ↑  از اسطوره تا تاریخ، از تاریخ تا اسطوره در آثار بهرام بیضایی
44. ↑  از شعر تا واگویه در آثار بهرام بیضایی و چند کتابِ دیگر
45. ↑  یک تاریخ درام و یک درام تاریخی
46. ↑  ثنویت در آثار بهرام بیضایی و اکبر رادی
47. ↑  ایجاد اسطوره‌ی قهرمان نمایشی (۱۳۹۶)
48. ↑  بررسی جایگاه زن در آثار بهرام بیضایی
49. ↑  قهرمان زن در سینمای بیضایی (۱۴۰۰)
50. ↑  استعارهٔ شناختی و روایت‌های استعاری
51. ↑  چهار زن در دو دهه از سینمای بهرام بیضایی (۱۴۰۱)
52. ↑  Le théâtre iranien en transition: Les œuvres de Bahram Beyzaie
53. ↑  نمایشنامه‌نویسان ایران: از آخوندزاده تا بیضایی (۱۳۸۱)
54. ↑  مهرگان: جشن‌نامه مشاهیر معاصر ایران (۱۳۸۴)
55. ↑  بازتاب حمله مغول در نمایش ایران
56. ↑  چهره‌ها و ناگفته‌ها (۱۴۰۱)
57. ↑  نمایشنامه‌نویسان ایران: ۱۳۷۸−۱۳۵۷ (۱۴۰۱)
58. ↑  جایگاه نمایش سنتی در تئاتر معاصر ایران (۱۳۸۱)
59. ↑  از اسطوره تا سینما (۱۴۰۱)
60. ↑  شعر بی‌پایان (۱۴۰۳)
61. ↑  سینمای ایران به روایت فلسفهٔ سیاسی (۱۴۰۳)
62. ↑  آثار سینمایی از منظر ژیلبر دوران (۱۴۰۳)
63. ↑  http://www.ensafnews.com/389750/بهرام-بیضایی،-ادبیات-مدرن-و-سرگشتگی-تا/
64. ↑  شیرزاد، «یشت دی»، دقیقهٔ ۲۳.
65. ↑  سیّد محمّدی، سیّد مرتضی (۱۳۷۸). فرهنگ کارگردانهای سینمای ایران (ویراست ۲). تهران: سیمرو. ص. ۱۱۳. شابک ۹۶۴-۵۶۸۵-۳۵-۴.
66. ↑  https://kayhan.london/fa/?p=227546
67. ↑  http://filmint.nu/bahram-beyzaie-a-mosaic-of-metaphors-review-ali-moosavi/
68. ↑  مستغاثی، سعید (۱۲ آبان ۱۳۹۹). «این همه دروغ قابل تحمل نیست!». کیهان (۲۲۶۰۰): ۸.
69. ↑  طوسی، جواد (۱۲ آبان ۱۳۹۹). «حکایتِ ما و ابراهیم و عیار تنها». اعتماد (۴۷۸۰): ۱۶.
70. ↑  asriran.com/002dGS
71. ↑  https://iranian-studies.stanford.edu/beyzaie-conference
72. ↑  https://www.aasoo.org/fa/articles/3517